# Brett Lindros
Brett Alexander Blake Lindros (* 2. Dezember 1975 in London, Ontario) ist ein ehemaliger kanadischer Eishockeyspieler. Während seiner Karriere spielte er für die New York Islanders in der National Hockey League. Er ist der jüngere Bruder von Eric Lindros.

## Karriere
Lindros begann seine Karriere zur Saison 1992/93, in der er für die Kingston Frontenacs aus der Ontario Hockey League und das kanadische Nationalteam spielte. Ebenso verlief die folgende Spielzeit, wobei er den größeren Anteil der Spiele diesmal für die Nationalmannschaft auf internationaler Ebene bestritt. Trotz einer verhältnismäßig mageren Punktausbeute von 32 Punkten in 46 Spielen in der OHL, einer bereits überstandenen Knieoperation sowie mehreren Gehirnerschütterungen, die ihn in seiner Juniorenzeit immer wieder zu Pausen gezwungen hatten, wählten ihn die New York Islanders im NHL Entry Draft 1994 in der ersten Runde an neunter Gesamtposition aus, da sie Lindros’ physische Präsenz beeindruckte, durch die bereits sein Bruder Eric während seiner Zeit als Juniorenspieler geglänzt hatte.
Die New York Islanders brachten ihn nach einem beeindruckenden Trainingscamp im September vor der Saison 1994/95 zur Unterschrift unter einem Fünfjahresvertrag mit einem Durchschnittssalär von 1,5 Millionen US-Dollar pro Jahr, jedoch bedingt durch den Lockout in der NHL zu Beginn der Spielzeit schickten die Islanders den rechten Flügelstürmer für die erste Saisonhälfte zurück in die OHL zu den Frontenacs. Dort konnte er erstmals auch durch seine Offensivproduktion glänzen. Nach dem Start der NHL-Saison kam der Kanadier zu 33 Einsätzen im Trikot der New Yorker und erzielte dabei vier Punkte. In der darauffolgenden Spielzeit limitierten sich Lindros’ Einsätze auf lediglich 18. Nachdem er bereits in der Vorsaison eine erneute Gehirnerschütterung erlitten hatte, folgten im November 1995 binnen kurzer Zeit zwei weitere, die dazu führten, dass Lindros stärker als zuvor mit den Folgesymptomen zu kämpfen hatte und nicht wieder aufs Eis zurückkehren konnte. Drei unabhängig voneinander behandelnde Ärzte rieten daraufhin, dass Lindros seine Karriere im Alter von 20 Jahren beenden solle, um weiteren Schädigungen vorzubeugen. Diesem Rat folgte er am 1. Mai 1996 auf einer einberufenen Pressekonferenz.
Nach Beendigung seiner Karriere arbeitete Lindros beim Fernsehen in der Umgebung von Toronto und war Gastgeber zahlreicher eishockeythematisierender Fernsehproduktionen. Am 18. Februar 2001 wurde er als Beifahrer bei einem Unfall mit einem Schneemobil schwer, aber nicht lebensgefährlich, verletzt. Der alkoholisierte Fahrer des Schneemobils war mit dem Fahrzeug auf dem zugefrorenen Crane Lake, etwa drei Stunden entfernt von Toronto, in einen felsigen Uferabschnitt gefahren. Er musste sich deshalb später vor Gericht verantworten, ebenso wie Lindros, der ohne Fahrerlaubnis vor dem Unfall ein weiteres Schneemobil gefahren war.

## Karrierestatistik
(Legende zur Spielerstatistik: Sp oder GP = absolvierte Spiele; T oder G = erzielte Tore; V oder A = erzielte Assists; Pkt oder Pts = erzielte Scorerpunkte; SM oder PIM = erhaltene Strafminuten; +/− = Plus/Minus-Bilanz; PP = erzielte Überzahltore; SH = erzielte Unterzahltore; GW = erzielte Siegtore; 1 Play-downs/Relegation; Kursiv: Statistik nicht vollständig)